# Hungarian UNIX Portal
A Hungarian Unix Portal, röviden HUP a legnagyobb magyar nyelvű Unix, Linux, BSD és egyéb Unix-szerű operációs rendszerekkel foglalkozó weboldal, amely körülbelül 2000 óta szolgálja a magyar UNIX közösséget.
Az oldalcsoport azon túl, hogy hírekkel, strukturált fórumokkal szolgálja ki látogatóit, oktatási tevékenységet is felvállal. Az oldal kiemelten foglalkozik a szabad- és nyílt forrású szoftverekkel, a hazai nyílt forrású törekvésekkel.

## A HUP története
Valamikor 1999 és 2000 közt fogant meg a gondolat Micskó Gáborban (internetes becenevén: trey), hogy egy olyan magyar nyelvű weboldalt kellene indítani, amely otthona lehetne a magyar nyelvű, UNIX, Linux, BSD és egyéb Unix-szerű operációs rendszerekkel foglalkozó HOGYANoknak (angol nevén: HOWTO). Akkortájt ilyen weboldal meglehetősen kevés létezett, ráadásul mindegyik elavult és rendszeres karbantartás nélküli volt. Az elindított weboldal hamarosan fejlődésnek indult, mígnem 2001 augusztusa körül már akkorára nőtt, hogy a hagyományos statikus HTML oldalszerkezettel lehetetlen volt tovább üzemeltetni. Ekkor trey úgy határozott, hogy PHP-alapú portálrendszer (először PHP-Nuke, majd Drupal tartalomkezelő rendszer) alá költözteti a weboldalt. A weboldal a rendszeres, napi karbantartásnak köszönhetően egyre több olvasót vonzott, s látogatottsága annyira megnőtt, hogy sávszélességi problémák miatt lehetetlen volt már az akkori helyén, egy győri irodában az üzemeltetése.
Ekkortájt bukkant rá az oldalra Pásztor György (internetes becenevén: gyu) és Nagy Attila (internetes becenevén: bra), akik felajánlották, hogy segítenek a projektet elhelyezni Budapesten, a nyílt forráskódú és szabad operációs rendszerek népszerűsítésével és terjesztésével foglalkozó nonprofit FSN Alapítványnál.
A HUP szervereit kezdetben "bontott" alapanyagok szolgálták, melyek a már fent említett irodában kerültek elhelyezésre. Az oldal fejlődéséhez több adománygyűjtő kezdeményezés is indult, melyek során kb 1,5 millió forint gyűlt össze a közösség jóvoltából, mely jelenleg az alapítvány számláján pihen. Szerverek vásárlására nem került sor, mivel az Intel, HP és a SUN az utolsó pillanatban adományozott kiszolgálókat a projekt fennmaradásához.
2004 derekán elindult az FSN Tégla Projekt, melynek keretein belül a felhasználók virtuális téglákat vásárolva támogathatták az oldal szerverének fejlődését. Az összegyűlt téglák számáról folyamatosan  tájékoztatták a felhasználókat, egészen 2005 közepéig.
2006 áprilisában elindult a HUP Vasgyűjtés, melynek kereteink belül az ismételten kinőtt kiszolgáló lecserélését tűzték ki célul.  A gyűjtést félbeszakította a HP ajánlata, mivel egy nagyobb összteljesítményű szervert ajánlottak fel a HUP számára némi reklámfelületért cserébe.  A kinézett szerver 2006 júniusában érkezett meg a HP jóvoltából.  A "Vasgyűjtésről" több hivatalos hír nem érkezett. Az addig összegyűlt kb 1,5 millió Ft sorsa ismeretlen.
2008 márciusában a HUP  felhagyott a nonprofit üzleti modellel, ezek után a HWSW Unix/Linux mellékleteként jelent meg.
2009 júliusában a SUN 2 db szervert ajánlott fel a HUP számára, a korábbi szerverek sorsáról nem volt publikus információ.
2010 augusztusában a HUP-on nagy népszerűségnek örvendő "Állást kínál" fórumcsoport megszűnt bárki számára szabadon hozzáférhetőnek lenni, mivel a Profession "felvásárolta".
2011 augusztus elején egy felhasználó elkészítette a HUP mobilos verzióját "zsebHUP" néven.
2013 elején kiderült, hogy a HUP-on 2006 februárjában megjelent, a Szabad Szoftver Intézetet (a linux.hu weblap üzemeltetőjét) támadó cikket valójában Micskó Gábor írta egyik álnevén, melyet 2010-ben sikerült azonosítani. A cikk alatt viszont már a saját nevén kommentelt, ekkor viszont az SzSzI védelmében.
A projekt jelenleg is az FSN Alapítvány segítségével működik.

## A HUP szolgáltatásai
Az oldal a kezdetekben kizárólag magyar nyelvű HOGYAN-ok készítésével, fordításával és publikálásával foglalkozott, de egy idő után napi rendszerességű híradással bővítette szolgáltatáslistáját. A napi hírek mellett rendszeresen jelennek meg az oldalon saját szerkesztésű cikkek, ismertetők. A regisztrált látogatók rendszerezett fórumban cserélhetnek véleményt, tapasztalatokat, illetve segíthetik a kezdő felhasználókat. A HUP fórum ad például helyet a leglátogatottabb Debian GNU/Linux témájú fórumnak. A regisztrált olvasók saját webes naplót (blog) indíthatnak az oldalon.

## A HupWiki
2004. január 4-én trey elindította a HUP információs háttértárát, a HupWiki-t. A HupWiki egy wiki projekt, melynek működése hasonló a Wikipédiához. Magyar nyelven gyűjti és rendszerezi a HUP témájába vágó szócikkeket, leírásokat. A HupWiki-ben található szócikkek a GNU General Public License feltételei szerint használhatók, illetve terjeszthetők.